# Phaeaphodius dauricus
Phaeaphodius dauricus är en skalbaggsart som beskrevs av Edgar von Harold 1863. Phaeaphodius dauricus ingår i släktet Phaeaphodius och familjen Aphodiidae. Inga underarter finns listade i Catalogue of Life.